# Yōsuke Terada
Yōsuke Terada (japanisch 寺田 洋介 Terada Yōsuke; * 8. Juli 1987 in der Präfektur Kanagawa) ist ein ehemaliger japanischer Fußballspieler.

## Karriere
Terada erlernte das Fußballspielen in der Schulmannschaft der Nihon University Fujisawa High School und der Universitätsmannschaft der Nippon Sport Science University. Seinen ersten Vertrag unterschrieb er 2010 bei YSCC Yokohama. 2011 wechselte er zum Drittligisten AC Nagano Parceiro. Für den Verein absolvierte er 45 Ligaspiele. 2013 wechselte er zum Ligakonkurrenten FC Ryukyu. Für den Verein absolvierte er 20 Ligaspiele. 2014 wechselte er zum Drittligisten SC Sagamihara. Für den Verein absolvierte er 33 Ligaspiele. Ende 2016 beendete er seine Karriere als Fußballspieler.